# Matt Rempe
Matthew "Matt" Rempe, född 29 juni 2002, är en kanadensisk professionell ishockeyforward som är kontrakterad till New York Rangers i National Hockey League (NHL) och spelar för Hartford Wolf Pack i American Hockey League (AHL).
Han har tidigare spelat för Seattle Thunderbirds i Western Hockey League (WHL).
Rempe draftades av New York Rangers i sjätte rundan i 2020 års draft som 165:e spelare totalt.

## Statistik
| 2015–2016  | CNHA Blazers U15                  |            | 29  | 10 | 9  | 19 | 14  | —  | — | — | —  | —  |
| 2016–2017  | Okanagan Hockey Academy U15       | CSSHL      | 30  | 1  | 6  | 7  | 8   | 3  | 1 | 1 | 2  | 2  |
| 2017–2018  | Okanagan Hockey Academy U16       | CSSHL      | 35  | 6  | 7  | 13 | 43  | 3  | 0 | 0 | 0  | 4  |
|            | Okanagan Hockey Academy White U18 | CSSHL      | 3   | 0  | 0  | 0  | 2   | —  | — | — | —  | —  |
| 2018–2019  | Spruce Grove Saints               | AJHL       | 43  | 4  | 8  | 12 | 32  | 8  | 0 | 1 | 1  | 0  |
| 2019–2020  | Seattle Thunderbirds              | WHL        | 47  | 12 | 19 | 31 | 53  | —  | — | — | —  | —  |
| 2020–2021  | Seattle Thunderbirds              | WHL        | 8   | 1  | 4  | 5  | 12  | —  | — | — | —  | —  |
|            | Spruce Grove Saints               | AJHL       | 2   | 0  | 0  | 0  | 2   | —  | — | — | —  | —  |
| 2021–2022  | Seattle Thunderbirds              | WHL        | 56  | 17 | 6  | 23 | 93  | 24 | 8 | 4 | 12 | 10 |
| 2022–2023  | Hartford Wolf Pack                | AHL        | 53  | 6  | 4  | 10 | 87  | —  | — | — | —  | —  |
| 2023–2024  | New York Rangers                  | NHL        | 1   | 0  | 0  | 0  | 5   | —  | — | — | —  | —  |
|            | Hartford Wolf Pack                | AHL        | 43  | 8  | 4  | 12 | 96  | —  | — | — | —  | —  |
| NHL totalt | NHL totalt                        | NHL totalt | 1   | 0  | 0  | 0  | 5   | —  | — | — | —  | —  |
| AHL totalt | AHL totalt                        | AHL totalt | 96  | 14 | 8  | 22 | 183 | —  | — | — | —  | —  |
| WHL totalt | WHL totalt                        | WHL totalt | 111 | 30 | 29 | 59 | 158 | 24 | 8 | 4 | 12 | 10 |